# Адміністративний устрій Бориспільського району
Бориспільський район у сучасних межах утворений 17 липня 2020 року. Адміністративно він поділяється на 11 громад, з них 3 є міськими, 8 - сільськими. З 11 громад 5 утворено на території Бориспільського району у кордонах 1974 - 2020 рр, 5 - колишнього Переяслав-Хмельницького району (з них 1 - також частково Баришівського району) та 1 - Яготинського району.

## Список територіальних громад Бориспільського району
| №  | Назва                       | Центр        | Населених пунктів | Площа км² | Місце за площею | Населення (оцінка 2020 р.), чол. | Місце за населенням |
| -- | --------------------------- | ------------ | ----------------- | --------- | --------------- | -------------------------------- | ------------------- |
| 1  | Бориспільська міська        | м. Бориспіль | 19                | 527,7     | 3               | 79 158                           | 1                   |
| 2  | Переяславська міська        | м. Переяслав | 13                | 261,1     | 8               | 32 256                           | 2                   |
| 3  | Яготинська міська           | м. Яготин    | 42                | 792,2     | 1               | 32 157                           | 3                   |
| 4  | Вороньківська сільська      | с. Вороньків | 10                | 668,5     | 2               | 13 632                           | 4                   |
| 5  | Гірська сільська            | с. Гора      | 4                 | 61,0      | 11              | 6100                             | 8                   |
| 6  | Дівичківська сільська       | с. Дівички   | 7                 | 262,8     | 7               | 4521                             | 10                  |
| 7  | Золочівська сільська        | с. Гнідин    | 3                 | 146,3     | 9               | 5779                             | 9                   |
| 8  | Пристолична сільська        | с. Щасливе   | 8                 | 103,3     | 10              | 10 856                           | 5                   |
| 9  | Студениківська сільська     | с. Студеники | 11                | 325,1     | 6               | 3924                             | 11                  |
| 10 | Ташанська сільська          | с. Ташань    | 16                | 335,6     | 5               | 8543                             | 6                   |
| 11 | Циблівська сільська громада | с. Циблі     | 7                 | 389,6     | 4               | 6144                             | 7                   |